# Communiqué (album)
Communiqué là album thứ hai của ban nhạc rock Dire Straits đến từ Anh Quốc, phát hành vào năm 1979.

## Danh sách các bài trong album
(các bài đều do Mark Knopfler hát)
1. "Once upon a Time in the West" – 5:25
2. "News" – 4:14
3. "Where Do You Think You're Going?" – 3:49
4. "Communiqué" – 5:49
5. "Lady Writer" – 3:45
6. "Angel of Mercy" – 4:36
7. "Portobello Belle" – 4:29
8. "Single-Handed Sailor" – 4:42
9. "Follow Me Home" – 5:50

## Tham gia
- Mark Knopfler - ghi ta, hát
- John Illsley - ghi ta bass, hát
- David Knopfler - ghi ta (đệm), hát
- Pick Withers - trống
- B. Bear - keyboard

## Sản xuất
- Nhà sản xuất: Barry Beckett, Jerry Wexler
- Kỹ thuật: Jack Nuber
- Trộn âm: Gregg Hamm
- Mastering: Bobby Hata
- Mastering supervisor: Paul Wexler
- Remastering: Bob Ludwig
- Project coordinator: Jo Motta
- Series concept: Gregg Geller
- Chỉ đạo nghệ thuật: Alan Schmidt
- Minh họa: Geoff Halpin

## Xếp hạng
Album - Tạp chí Billboard (Bắc Mỹ)
| Năm  | Bảng           | Vị trí |
| ---- | -------------- | ------ |
| 1979 | Album nhạc Pop | 11     |

Đĩa đơn - Billboard (Bắc Mỹ)
| Năm  | Đĩa đơn       | Bảng             | Vị trí |
| ---- | ------------- | ---------------- | ------ |
| 1979 | "Lady Writer" | Đĩa đơn nhạc pop | 45     |